# Grave of the Fireflies
Grave of the Fireflies (Japans kanji:火垂るの墓, romaji: Hotaru no Haka, "Graf van de vuurvliegjes") is een animefilm uit 1988 van Shinchosha, geanimeerd door Studio Ghibli en geregisseerd door Isao Takahata. De film is een bewerking van de gelijknamige autobiografische novelle van Akiyuki Nosaka.
Sommige critici, waaronder Roger Ebert, beschouwen de film als een van de sterkste oorlogsfilms ooit gemaakt. De film wordt vaak vergeleken met Steven Spielbergs Schindler's List.

## Verhaal
De film speelt zich af in de laatste dagen van de Tweede Wereldoorlog, en draait om twee weeskinderen: Seita (清太) en zijn jongere zusje Setsuko (節子). Ze hebben hun moeder verloren bij het bombardement van Kobe, en hun vader is gesneuveld tijdens zijn dienst in de Japanse Keizerlijke Marine. Ze zijn gedwongen nu samen te overleven in het door hongersnood geteisterde land.
De film begint op het station van Sannomiya, waar Seita zich bevindt. Hij sterft door honger en uitputting. Even later komt de conciërge van het station langs. Hij doorzoekt Seita’s spullen, en vindt een doosje met daarin de as van Setsuko. Wanneer hij het weggooit, komen uit het doosje de geesten van Setsuko, Seita en een groep vuurvliegjes. De twee geesten vertellen vervolgens via flashbacks het verhaal over hun leven in Japan tijdens de oorlog:
Nadat hun moeder is omgekomen bij het bombardement gaan de twee bij een tante wonen. De volgende dag keert Seita terug naar het huis van hun ouders en graaft wat voorraden op die hij daar voor het bombardement had verstopt. Hij geeft alles aan zijn tante, behalve een klein doosje met fruitsnoepjes. Dit doosje wordt een regelmatig terugkerend voorwerp in de rest van de film. Omdat hun tante hen slecht behandelt, gaan Seita en Setsuko in een oude schuilkelder wonen. Al snel raken ze door hun voedselvoorraad heen, waarop Seita gedwongen is voedsel te stelen van lokale boeren. Hij wordt verrast door een boer die hem in elkaar slaat en naar de politie stuurt. De politieagent realiseert zich dat Seita honger heeft van het stelen van voedsel en verleent hem gratie. Hij wordt betrapt en kan derhalve niet genoeg eten bemachtigen om zowel zichzelf als Setsuko te onderhouden. Nadat hij hoort dat ook hun vader is gesneuveld, haalt hij al het geld van zijn moeders bankrekening. Hij koopt hiervan voedsel, maar is te laat terug om Setsuko nog te redden. Seita cremeert haar, en bewaart haar as in het blikje. Deze houdt hij bij zich, net als de foto van zijn vader, tot op de dag van zijn eigen dood op 21 september 1945.
Aan het eind van de film ziet men de geesten van Seita en Setsuko weer, maar nu gekleed in nette kleding en in perfecte gezondheid. Samen kijken ze uit over het hedendaagse Kobe.

## Cast
| Acteur            | Personage | Engelstalige versie |
| ----------------- | --------- | ------------------- |
| Tsutomu Tatsumi   | Seita     | J. Robert Spencer   |
| Ayano Shiraishi   | Setsuko   | Rhoda Chrosite      |
| Yoshiko Shinohara | moeder    | Veronica Taylor     |
| Akemi Yamaguchi   | tante     | Amy Jones           |

## Achtergrond

### Titelverklaring
Het Japanse woord hotaru kan slaan op zowel één vuurvlieg als op meerdere. Vuurvlieg kan meerdere betekenissen hebben:
- Echte vuurvliegen, welke onder andere door Seita en Setsuko worden gevangen om hun schuilplaats te verlichten.
- Een metafoor voor Seita en Setsuko zelf.
- In de film vraagt Setsuko zich af waarom vuurvliegen zo jong moesten sterven. Dit kon metaforisch staan voor het verlies van hun moeder.
- Kamikazevliegtuigen en –piloten: Setsuko merkt op dat overvliegende kamikazevliegtuigen op vuurvliegen lijken.
- Clusterbommen

### Productie
Voor de stemmen van Seita en Setsuko werden kinderen van ongeveer dezelfde leeftijd als deze personages gecast. Aanvankelijk vonden de producers het vierjarige meisje dat de stem van Setsuko deed te jong. Daarom werd besloten om haar eerst haar tekst op te laten nemen, en de animatie hierop aan te passen in plaats van andersom. Omdat de producers niet gewend waren op deze manier te werken, zijn Setsuko’s lippen maar zelden zichtbaar op de momenten dat ze praat.

### Uitgave
De film werd aanvankelijk tegelijk in de bioscoop uitgebracht met Hayao Miyazaki's film My Neighbor Totoro, eveneens geproduceerd door Studio Ghibli. Commercieel gezien was de bioscoopuitgave een mislukking. De film was gericht op kinderen en hun ouders, maar de depressieve ondertoon van de film schrikte veel bezoekers af. My Neighbor Totoro werd wel een succes.
De film werd ook elders op de wereld uitgebracht. In Zuid-Korea liep de uitgave vertraging op daar de autoriteiten bang waren dat de film juist de rol van Japan in de Tweede Wereldoorlog zou verrechtvaardigen.　
Grave of the Fireflies is de enige film van Studio Ghibli waar de Walt Disney Company niet de publicatierechten op bezit voor de Verenigde Staten. Dit omdat de film niet werd geproduceerd door Tokuma Shoten, maar door Shinchosha. In plaats daarvan werd Grave of the Fireflies uitgebracht in de Verenigde Staten door Central Park Media.

### Muziek
In tegenstelling tot veel andere films van Studio Ghibli, bestaat de muziek in de film uit een aantal bekende klassieke stukken van componisten als Bach, Handel, Vivaldi, Alessandro Marcello, Joseph Haydn, Mozart, en Boccherini. Pianist en klavecinist Michio Mamiya componeerde Japanse kamermuziek voor de film. Het lied "Home Sweet Home" werd opgevoerd door Amelita Galli-Curci.

### Live-action versie
In 2005 produceerde NTV een liveaction versie van de film ter herinnering van het einde van de Tweede Wereldoorlog, in dat jaar precies 60 jaar geleden. De film draait eveneens om de twee kinderen die proberen te overleven in de laatste dagen van de oorlog, maar wordt verteld vanuit het perspectief van hun nichtje (de dochter van hun tante). De bekende Japanse actrice Nanako Matsushima speelt in de film de tante. De film is ongeveer 2 uur en 28 minuten lang.

## Prijzen en nominaties
- In 1989 won Grave of the Fireflies de Special award bij de Blue Ribbon Awards.
- In 1994 won de film zowel de Animation Jury Award als de Rights of the Child Award op het Chicago International Children's Film Festival.